# Canoparmelia pustulescens
Canoparmelia pustulescens är en lavart som först beskrevs av Kurok., och fick sitt nu gällande namn av Elix. Canoparmelia pustulescens ingår i släktet Canoparmelia och familjen Parmeliaceae.   Inga underarter finns listade i Catalogue of Life.